# Смирнова, Нина Васильевна (писательница)
Нина Васильевна Смирно́ва (1896 или 1899 — 1931) — русская советская писательница.

## Биография
Родилась в 1896 году в Сибири, в семье крестьянина. Юные годы провела в родных краях. Рано начала писать.
Первый её рассказ в 1913 году напечатала томская газета «Сибирская жизнь». В дальнейшем Смирнова публиковала свои произведения в «Сибирских записках» (1918—1919: «Пильщики», «Минутка»), «Пролетарских побегах» (1922), в журнале «Сибирские огни» («Волчья мечта», 1922, № 3) и др. изданиях. Во второй половине 1920-х гг. начали издаваться её книги. Первый сборник рассказов, названный «Закон земли», вышел в свет в 1927-м. В следующем году была издана повесть «В лесу», в 1929-м — автобиографический роман «Марфа», а в 1930-м — роман «Цепи». Также печатались её книги для детей. Произведения писательницы были одобрительно встречены М. Горьким и В. Г. Короленко, который оказал на её творчество большое влияние.
Умерла Нина Смирнова в 1931 году.

## Творчество
Многие произведения писательницы посвящены жизни сибирской таёжной деревни дореволюционных лет. Некоторые отдельные рассказы из сборника «Закон земли» («Кордон № 6», «Ганька Протасихина» и др.), а также роман «Цепи» сопряжены с темой революции. Для Смирновой характерно противопоставлять гармоничную жизнь природы и вписавшихся в неё простых, примитивных людей противоречивой жизни цивилизованного общества, лишённой гармонии. Человек, изменивший простым и ясным «законам земли», погибает — этот вывод звучит в большинстве её произведений. В «Кордоне № 6», к примеру, спокойная жизнь таёжного сторожа Виноградова разрушается грянувшей революцией, которую Смирнова изображает как уничтожающую стихию. Роман «Цепи» обозначил некоторый перелом в творчестве писательницы; его героиня — девушка, выросшая в мещанско-буржуазной семье, — активно ищет своё место в жизни и находит его лишь в революции.
Значительное место в творчестве Смирновой отведено так называемой «женской тематике». Разрабатывая её, писательница не избавилась от сентиментального гуманизма. В рассказах, повествующих о женской судьбе, слишком много трагического: убийств, самоубийств, насилия.
Кроме того, Смирнова автор двух книг для детей, одна из которых («Как Мишка большим медведем стал») выдержала три издания.

## Отзывы

### О «Законе земли»
- Тиц Н. // Красная новь. — 1928. № 3.
- Шафир А. // Новый мир. — 1928. — № 1.
- Итин В. // Сибирские огни. — 1928. — № 5.
- Н. П-ая // Правда. — 1928. — 22 февр.

### О повести «Марфа»
- Гор. Г. // Звезда. — 1929. — № 7.
- Ал. Мих. // Сибирские огни. — 1930. — № 2[1].